# Палацци Мочениго
Пала́цци Мочени́го (итал. Palazzi Mocenigo — дворцы Мочени́го) — дворцовый комплекс в Венеции, расположенный в районе Сан-Марко на Гранд-канале. Назван в честь венецианской аристократической семьи Мочениго, семь представителей которой были в разное время венецианскими дожами.
Комплекс состоит из следующих зданий:
- Palazzo Mocenigo Casa Nuova[3]
- Palazzo Mocenigo detto "il Nero"[4]
- Palazzo Mocenigo Casa Vecchia[5]

Лорд Байрон останавливался здесь в 1818.

## Галерея
- Palazzo Mocenigo Casa Nuova
- View of the Palazzo Mocenigo detto "il Nero"
- View of the Palazzo Mocenigo Case Vecchia